# Гуково-Гнилушевское сельское поселение
Гу́ково-Гнилушевское сельское поселение — муниципальное образование в Красносулинском районе Ростовской области.
Административный центр поселения — хутор Гуково.

## Административное устройство
В состав Гуково-Гнилушевского сельского поселения входят:
- хутор Гуково,
- хутор Васецкий,
- хутор Калинов,
- хутор Коминтерн,
- посёлок Малый,
- хутор Марс,
- хутор Новоровенецкий,
- хутор Розы Люксембург.

## Население
| 2010  | 2012  | 2013  | 2014  | 2015  | 2016  | 2017  |
| ----- | ----- | ----- | ----- | ----- | ----- | ----- |
| 2161  | ↘2011 | ↘1850 | ↘1824 | ↘1691 | ↘1615 | ↘1536 |
| 2018  | 2019  | 2020  | 2021  |       |       |       |
| ↘1486 | ↘1477 | ↗1479 | ↗1509 |       |       |       |